# كريستيان بيلي
كريستيان بيلي (بالإنجليزية: Christiaan Bailey)‏ هو متركمج أمريكي، ولد في 31 مارس 1981 في سانتا كروز في الولايات المتحدة.